# Grand Prix Niemiec 1983
Grand Prix Niemiec 1983 (oryg. Großer Preis von Deutschland) – 10. runda Mistrzostw Świata Formuły 1 w sezonie 1983, która odbyła się 7 sierpnia 1983, po raz ósmy na torze Hockenheimring.
45. Grand Prix Niemiec, 31. zaliczane do Mistrzostw Świata Formuły 1.

## Klasyfikacja
| Legenda oznaczeń w tabelach wyników Wyświetl szablon na nowej stronie | Legenda oznaczeń w tabelach wyników Wyświetl szablon na nowej stronie                                                                     |
| Oznaczenie                                                            | Wyjaśnienie |
| --------------------------------------------------------------------- | --- |
| Złoty                                                                 | Zwycięzca lub mistrzostwo |
| Srebrny                                                               | 2. miejsce lub wicemistrzostwo |
| Brązowy                                                               | 3. miejsce lub II wicemistrzostwo |
| Zielony                                                               | Ukończył, punktował (w klasyfikacji generalnej, gdy zdobył co najmniej jeden punkt na przestrzeni sezonu, poza trzema powyższymi opcjami) |
| Niebieski                                                             | Ukończył, nie punktował (w klasyfikacji generalnej, gdy nie zdobył co najmniej jednego punktu na przestrzeni sezonu)                      |
| Czerwony                                                              | Nie zakwalifikował się (NZ) |
| Czerwony                                                              | Nie prekwalifikował się (NPK) |
| Różowy                                                                | Nie ukończył (NU) |
| Różowy                                                                | Niesklasyfikowany (NS) (w klasyfikacji generalnej, gdy nie został sklasyfikowany w żadnym wyścigu sezonu)                                 |
| Czarny                                                                | Zdyskwalifikowany (DK) |
| Czarny                                                                | Wykluczony (WYK/EX) |
| Biały                                                                 | Nie wystartował (NW) |
| Biały                                                                 | Kontuzjowany (K/INJ) |
| Biały                                                                 | Wyścig odwołany (OD/C) |
| Bez koloru                                                            | Został wycofany (WYC/WD) |
| Bez koloru                                                            | Nie przybył (NP/DNA) |
| Bez koloru                                                            | Nie brał udziału w treningach (NT/DNP) |
| Bez koloru                                                            | Nie został zgłoszony (–) |
| Pogrubienie                                                           | Start z pole position |
| Kursywa                                                               | Najszybsze okrążenie wyścigu |
| †                                                                     | Nie ukończył, ale jego rezultat został zaliczony ze względu na przejechanie więcej niż 90% dystansu wyścigu.                              |
| *                                                                     | Sezon w trakcie |
| 1/2/3                                                                 | Punktowana pozycja w sprincie kwalifikacyjnym                                                                                             |
| Lista systemów punktacji Formuły 1                                    | |

| Poz. | Nr. | Kierowca           | Konstruktor       | Okrążeń | Czas/powód NU   | Poz. start. | Punktów |
| ---- | --- | ------------------ | ----------------- | ------- | --------------- | ----------- | ------- |
| 1    | 28  | René Arnoux        | Ferrari           | 45      | 1:27:10.319     | 2           | 9       |
| 2    | 22  | Andrea de Cesaris  | Alfa Romeo        | 45      | + 1:10.652      | 3           | 6       |
| 3    | 6   | Riccardo Patrese   | Brabham-BMW       | 45      | + 1:44.093      | 8           | 4       |
| 4    | 15  | Alain Prost        | Renault           | 45      | + 2:00.750      | 5           | 3       |
| 5    | 7   | John Watson        | McLaren-Ford      | 44      | + 1 okrążenie   | 23          | 2       |
| 6    | 2   | Jacques Laffite    | Williams-Ford     | 44      | + 1 okrążenie   | 15          | 1       |
| 7    | 29  | Marc Surer         | Arrows-Ford       | 44      | + 1 okrążenie   | 20          |         |
| 8    | 25  | Jean-Pierre Jarier | Ligier-Ford       | 44      | + 1 okrążenie   | 19          |         |
| 9    | 30  | Thierry Boutsen    | Arrows-Ford       | 44      | + 1 okrążenie   | 14          |         |
| 10   | 1   | Keke Rosberg       | Williams-Ford     | 44      | + 1 okrążenie   | 12          |         |
| 11   | 34  | Johnny Cecotto     | Theodore-Ford     | 44      | + 1 okrążenie   | 22          |         |
| 12   | 4   | Danny Sullivan     | Tyrrell-Ford      | 43      | + 2 okrążenia   | 21          |         |
| 13   | 5   | Nelson Piquet      | Brabham-BMW       | 42      | Zapalił się     | 4           |         |
| DK   | 8   | Niki Lauda         | McLaren-Ford      | 44      | Dyskwalifikacja | 18          |         |
| NU   | 16  | Eddie Cheever      | Renault           | 38      | Prob. z paliwem | 6           |         |
| NU   | 32  | Piercarlo Ghinzani | Osella-Alfa Romeo | 34      | Wyciek oleju    | 26          |         |
| NU   | 26  | Raúl Boesel        | Ligier-Ford       | 27      | Silnik          | 25          |         |
| NU   | 23  | Mauro Baldi        | Alfa Romeo        | 24      | Turbo           | 7           |         |
| NU   | 36  | Bruno Giacomelli   | Toleman-Hart      | 19      | Turbo           | 10          |         |
| NU   | 35  | Derek Warwick      | Toleman-Hart      | 17      | Silnik          | 9           |         |
| NU   | 40  | Stefan Johansson   | Spirit-Honda      | 11      | Silnik          | 13          |         |
| NU   | 27  | Patrick Tambay     | Ferrari           | 11      | Silnik          | 1           |         |
| NU   | 11  | Elio de Angelis    | Lotus-Renault     | 10      | Silnik          | 11          |         |
| NU   | 3   | Michele Alboreto   | Tyrrell-Ford      | 4       | Pompa paliwa    | 16          |         |
| NU   | 12  | Nigel Mansell      | Lotus-Renault     | 1       | Silnik          | 17          |         |
| NU   | 33  | Roberto Guerrero   | Theodore-Ford     | 0       | Silnik          | 24          |         |
| NZ   | 17  | Kenny Acheson      | RAM-Ford          |         |                 |             |         |
| NZ   | 31  | Corrado Fabi       | Osella-Alfa Romeo |         |                 |             |         |
| NZ   | 9   | Manfred Winkelhock | ATS-BMW           |         |                 |             |         |